# Jacob Bjerknes
Pour les articles homonymes, voir Bonnevie et Bjerknes.
Jacob  Aall Bonnevie Bjerknes (1897-1975) est un météorologue norvégien. Fils du géophysicien et météorologue Wilhelm Bjerknes, et petit-fils du géophysicien Carl Anton Bjerknes, il devient un des plus éminents chercheurs en météorologie de son temps. Il participe à l'élaboration du modèle frontal avec l'école de météorologie de Bergen au tournant des années 1920. Il émigre aux États-Unis en 1940 et poursuit ses recherches à UCLA où il participe à l'effort de guerre. Il est plus tard un pionnier de l'étude du phénomène météorologique connu comme El Niño.

## Jeunesse
Jacob Bjerknes est né à Stockholm (Suède) où son père est professeur. Il est nommé en l'honneur de son grand-père maternel, Jacob Aall Bonnevie, ministre de l'éducation de Norvège. Issu d'une famille d'intellectuels, il est initié tôt aux sciences. En 1907, la famille déménage à Kristiania (Norvège). En 1913, la famille se déplace à Leipzig (Allemagne), mais Jacob reste à Kristiania pour terminer son collège et le début de ses études universitaires. 
En 1916, il rejoint la famille à Leipzig et se joint à l'équipe de recherche de son père comme étudiant. Un autre étudiant au doctorat, Herbert Petzold, a fait des recherches sur la convergence des vents dans les observations météorologiques le long de bandes de gradients de températures. Ce dernier est appelé sous les armes et meurt à la bataille de Verdun. Jacob reprend ses travaux et trouve que ces zones s'étendent sur des milliers de kilomètres. Il publie les résultats de ses recherches avant d'avoir vingt ans.
Comme les conditions se détériorent à Leipzig à cause de la guerre, tant du point de vue conditions matérielles que du manque de personnel, Wilhelm Bjerknes trouve, grâce à Fridtjof Nansen et Bjørn Helland-Hansen, un poste à Bergen (Norvège) pour poursuivre ses recherches. 
Jacob part donc en 1917 avec sa famille. L'Institut de géophysique de Bergen est une toute nouvelle institution universitaire et son père se rend compte que ses moyens sont limités pour la suite de ses recherches théoriques. Il réussit à convaincre le gouvernement norvégien de décupler le nombre de stations météorologiques dans le sud de la Norvège et met sur pied un service de prévision météorologique pour l'agriculture auquel participe Jacob à partir de l'été 1918. Grâce à cette expérience pratique, il peut observer que les zones de gradient thermique, qui deviendraient plus tard les fronts, sont reliées aux zones dépressionnaires. Il écrit un article scientifique, On the Structure of Moving Cyclones, à l'automne 1918 à ce sujet. Il n'a pas encore 21 ans et il présente déjà un embryon du modèle frontal.

## École de météorologie de Bergen
Il devient chef du bureau météorologique de l'ouest de la Norvège en 1920 tout en faisant partie du fameux groupe de météorologues norvégiens à l'École de météorologie de Bergen. Sous la direction de son père, ce groupe de recherche développe le modèle frontal pour expliquer la génération, l'intensification et le déclin des systèmes météorologiques des latitudes moyennes en 1922. Le manque de données en altitude ralentit le développement des théories dans ce domaine. Jacob et son père vont en 1922 en Suisse, à l'invitation du service météorologique de ce pays, où il travaille sur les profils de températures verticaux des fronts. Ce travail lui donne un doctorat de l'Université d'Oslo en 1924.
En 1926, il est météorologiste pour l'expédition de Roald Amundsen lors de sa traversée de l'Arctique à bord du dirigeable Norge. Il devient professeur de météorologie à Bergen en 1931 et quitte le service météorologique.

## Seconde Guerre mondiale
En juillet 1939, Jacob part avec son épouse, Hedvig Borthen, et sa famille en Amérique pour huit mois comme professeur invité. Avec la déclaration de la guerre et l'invasion de la Norvège, il y reste et devient finalement citoyen américain. Il est engagé par le gouvernement américain pour former les nombreux météorologistes nécessaires pour l'effort de guerre. Il organise le Training school for Air Force weather officers à l'université de Californie. En 1940, il devient professeur de physique et de météorologie à cette université à Los Angeles (UCLA). Il visite durant la guerre l'Angleterre, l'Italie, Hawaï et Guam comme consultant à la US Army Air Corp (devenu plus tard USAF).
En 1945, il reçoit la médaille William-Bowie de l'Union américaine de géophysique.

## Après-guerre
À partir de 1957, il étudie le phénomène El Niño et découvre à la fin des années 1960 un lien entre ce phénomène et le cycle de vie des tempêtes aux latitudes moyennes. Il suggère également que les températures de surface anormalement chaudes des eaux du Pacifique méridional sont reliées aux alizés faibles et aux fortes chutes de pluie qui accompagnent El Niño. En effet, lorsqu'un El Niño se produit, les alizés faiblissent et reculent dans l'est du Pacifique, permettant aux régions centrales du Pacifique de se réchauffer, tandis que les zones de pluie normalement confinées à l'ouest se déplacent vers l’est. Pour Bjerknes, l'El Niño et l’oscillation australe sont les deux composantes d’un même phénomène qu'on appelle aujourd'hui ENSO (El Niño / Southern Oscillation).
Les apports de Bjerknes à la météorologie sont résumés dans l'ouvrage Dynamic meteorology and weather forecasting, sous la direction de C.L. Godske, publié en 1957 par l'American Meteorological Society de Boston.
Il reçoit en 1960 la médaille Carl-Gustaf-Rossby de l’American Meteorological Society et le prix de l'Organisation météorologique internationale de l'OMM pour son œuvre

### Source
- Arnt Eliassen, Biographical Memoirs, vol. 68, Washington DC, National Academies Press  (Académie nationale des sciences), 1995, 400 p. (ISBN 0-309-05239-4 et 978-0-309-05239-9, présentation en ligne, lire en ligne), « Jacob Aall Bonnevie Bjerknes »pages 3 à 22